# Ischnochiton indifferens
Ischnochiton indifferens är en blötdjursart som beskrevs av Thiele 1911. Ischnochiton indifferens ingår i släktet Ischnochiton och familjen Ischnochitonidae. Inga underarter finns listade i Catalogue of Life.